# Pedro Chiarante
Pedro Chiarante (Las Chacras,Partido de Lobos, Provincia de Buenos Aires,  Argentina, 4 de agosto de 1898; Buenos Aires, 24 de agosto de 1973) fue un dirigente sindical y político argentino que militó en el Partido Comunista y una de las figuras claves en el proceso de creación de los sindicatos de la construcción en 1935, que llegó a la vicepresidencia del II Congreso de la Confederación General del Trabajo.

## Actividad profesional
Era hijo de Carlos Chiarante, un zapatero que al igual que su madre Margarita Caskellani habían emigrado a Argentina antes de 1890  procedentes del Valle del Po, Italia, junto con sus tres hijos mayores. Su familia vivía en una chcra que arrendaban a un familiar en la localidad de Las Chacras. Cuando Pedro Chiarante era muy chico los padres y sus once hijos se trasladaron a Buenos Aires porque la explotación de la chacra no alcanzaba para su sustento y fueron a vivir a la avenida Corrales, en el barrio de Mataderos. El padre trabajaba en la construcción y también como zapatero -el oficio que había traído de su país- y los hermanos se iban incorporando al trabajo a medida que tenían edad suficiente. En 1906 se mudaron al barrio de Pompeya, que por esa época era una zona habitada por gente muy pobre, muchos de los cuales vivían en casas hechas con latas de kerosén rellenados con tierra que reemplazaban a los ladrillos, complementadas con arpilleras, ramas y pedazos de madera obtenidos de donde se realizaba la quema de basura. Dijo Chiarante de esa etapa de su vida:

"Mi institutriz fue la calle, fueron los grandes baldíos de Pompeya, los "ojos de agua" que surgían en los alrededores de lo que hoy es Villa Soldati. Mis maestros, los peones de los frigoríficos, que me enseñaron a vistear; mis profesores de música, las familias negras que en las de noches de verano improvisaban algín candombe, o el tano nostálgico que hacía gemir el acordeón "verdulera", o los muchachos que en las veredas de ladrillo ensayaban el tango al compás del organito mitológico"

Fue a la escuela primaria ubicada en la calle actualmente se llama Almafuerte y llegó al tercer grado, en tanto el hermano mayor era analfabeto y los otros solo llegaron a primero o segundo grado. A los once años comenzó a trabajar con su hermano José en una pequeña obra de construcción hasta que otro hermano, Enrique, cayó allí en un pozo de cal quedando casi ciego, por lo que la madre le prohibió seguir laborando allí. A poco, ya con 12 años, ingresó en una fábrica textil en la que trabajaba once horas de noche y en la cual el capataz usaba el látigo "solamente" para despertarlos cuando algún trabajador se quedaba dormido, para que pudieran completar su horario. Abandonó al terminar la primera quincena y pasó a cuidar un chico en casa de un maestro y a los 14 años volvió a laborar en la construcción hasta que tuvo un accidente en el que casi perdió un pie. Su siguiente empleo -mandadero en una joyería de la avenida Corrientes cercana al Mercado del Plata- le llevó a un sector de la ciudad que desconocía y le significó conocer otras personas y experiencias de vida.
A los 16 años leyó por primera vez La Vanguardia, el órgano del Partido Socialista que su hermano Vicente llevó a la casa y poco después escuchó al dirigente Íñigo Carreras en un discurso público hablando sobre Jean Jaurés y el papel de los trabajadores para evitar la amenaza de una nueva guerra europea. A las pocas semanas Jaurés fue asesinado y Chiarante, impresionado, ingresó al Centro Socialista Juvenil Constancia y Labor del que dos años después fue nombrado secretario.
Debido a la crisis en la industria de la construcción se va a trabajar al Frigorífico La Colorada -más adelante renombrado como Frigorífico Wilson- pero en 1917 pierde ese trabajo por su participación en una huelga y pasó a laborar en los frigoríficos La Negra, primero, y eb La Blanca, después. Por esa época colabora en la apertura de un local en el barrio de Pompeya en el que recolectan alimentos, ropas y dinero  para enviar a Rusia que estaba conmocionada por la Revolución de Octubre producida en noviembre de 1917. En enero de 1919 participó en las manifestaciones obreras de la Semana Trágica y al año siguiente trabajó como curtidor en la empresa Villarino y militó en el sindicato de esa actividad. A fines de ese año se incorporó junto a su hermano Enrique al Partido Socialista Internacional que poco después se transformó en el Partido Comunista de la Argentina y fue designado responsable del Centro Comunista creado para los barrios de Pompeya y de Patricios, en el que contribuye a crear un centro infantil nombrado El Alba Roja, con la finalidad de realizar tareas educativas y recreativas para la niñez. Participó en las movilizaciones de protesta de las centrales obreras Federación Obrera Regional Argentina y Unión Sindical Argentina -USA- de junio de 1923 por el asesinato en la cárcel del anarquista Kurt Wilckens y estuvo varios días en prisión tras ser detenido mientras encabezada una manifestación de los curtidores de la empresa Deró.
En 1923 fue nombrado Secretario de Actas de la Unión obrera local y en 1926, en el II Congreso ordinario de la USA, fue elegido como integrante del Comité Central de la misma. Cuando fue incluido en la lista del Partido Comunista para las elecciones municipales de la ciudad de Buenos Aires fue separado de este último cargo por la mayoría enrolada en la corriente sindicalista, opuesta a la participación de los partidos políticos en la actividad gremial y en 1926 se casó con otra militante comunista, Emma, con quien tuvo tres hijos. Hacia 1927 un sector del Partido Comunista de la Argentina, fundamentalmente su base obrera, que tenía mayoría en la dirección del partido, postulaba una mayor atención a las reivindicaciones sociales y a la acción municipal y electoral buscando la formación de un partido con raíces locales. La principal figura de este sector era José Fernando Penelón, que además de haber sido elegido en 1926 concejal para integrar el Consejo Deliberante de la ciudad de Buenos Aires era secretario general del Partido, así como del Buró Sudamericano de la Internacional Comunista. Sus oponentes, encabezados por Rodolfo Ghioldi, ponían más acento en constituirse en los representantes locales de la Internacional Comunista que en adquirir peso dentro de la sociedad argentina. 
Cuando se agudiza el debate, el dirigente Victorio Codovilla, que integraba el primer sector, regresó precipitadamente de Moscú donde se encontraba y se plegó a las posiciones de los antipenelonistas. Ante la magnitud del conflicto, los dirigentes de la Internacional, convocaron a Moscú a Codovilla, R. Ghioldi y Penelón, pero este último por prevención prefirió no ir y la Internacional falló en favor del otro sector, que pasó a controlar el partido. Se produjo entonces el éxodo de un grupo de dirigentes y militantes entre los que se contaban, además de Penelón, figuras como Gotoldo Hummel, Germán Müller, Guillermo Schulze, Domingo Torres, Amadeo Zeme, Ruggiero Rúgilo, Florindo Antonio Moretti, Pedro Chiarante, Ricardo Cantoni y Luis Sommi, que en 1928 fundaron el Partido Comunista de la Región Argentina, bajo el liderazgo de Penelón.
En 1929 Chiarante y su hermano retornaron al PCA junto con Moretti, Ricardo Cantoni y Sommi y Chiarante fue nombrado Secretario de organización del sindicato de curtidores y miembro del Comité de Unidad Clasista (CUSC) que estaba afiliado a la Confederación Sindical Latinoamericana (CSLA) en una etapa en la que el PCA intentaba constituir sindicatos paralelos de los que controlaban los anarquistas, socialistas y sindicalistas. A comienzos de la década de 1930 volvió en forma definitiva al gremio de la construcción y en febrero de 1935 participó en la fundación del Sindicato de Albañiles, Cementista y Afines y fue elegido su Secretario de Organización. El nuevo sindicato inició en octubre de 1935 una huelga a la que se fueron uniendo otros gremios de la construcción y el 27 de noviembre de ese año presidió una gran asamblea en el Luna Park. La conducción de la huelga estaba a cargo de anarquistas como Horacio Badaraco, Antonio Cabrera y Domingo Verone junto a comunistas como Rubens Iscaro, Guido Fioravanti y Carlos Ortelli, además de Chiarante derivó en una huelga general con movilizaciones los días 7 y 8 de enero de 1936 y finalizó con la victoria sindical. Una consecuencia de ese conflicto fue la realización en junio de ese año de la I Convención Nacional de los Sindicatos de la Construcción de la que surgió la Federación Obrera Nacional de la Construcción (FONC) organizada los días 11, 12 y 13 de noviembre de 1936 que contaba con 40000 afiliados cotizantes, con Fioravanti como Secretario general. En el Sindicato Obrero de la Construcción de Buenos Aires, fueron nombrados Secretario y Prosecretario, respectivamente, Ortelli y Chiarante; cuando el primero deja el país para luchar en la Guerra Civil Española, fue reemplazado por Chiarante, quien además pasó a dirigir el gremio a nivel nacional en 1938 cuando Fioravanti fue deportado. Ese mismo año lo nombran para integrar como titular el Comité Central ampliado confederal de la Confederación General del Trabajo y en 1942 fue elegido vicepresidente del II Congreso de la misma.
En 1938 ingresó al Comité Central de Partido comunista, donde permaneció hasta 1948, en 1941 fue miembro del Comité Ejecutivo, integró la Comisión Sindical y varias veces fue candidato a cargos públicos. Al producirse el golpe de Estado del 4 de junio de 1943 el gobierno lo encarceló, y lo mantuvo primero unas semanas en la Cárcel de Villa Devoto y después lo trasladó a la Isla Martín García. Al ser liberado después de un año su salud estaba definitivamente dañada por los rigores del clima que debió soportar y retornó a la conducción del sindicato y de la FONC. La política de la dictadura en el campo gremial estaba dirigida a erradicar a los comunistas de los sindicatos. Una de las tácticas de la Secretaría de Trabajo y Previsión a cargo del entonces coronel Juan Domingo Perón era la de ofrecer beneficios a los dirigentes sindicales -excluidos los comunistas- para tratar de ganarse su adhesión y, cuando no lo lograban, aprovechaban las divisiones internas ya existentes creaban nuevos sindicatos paralelos a los ya existentes y les otorgaban la exclusividad de representar al gremio en la negociación con los expresarios; en el caso de la construcción, impulsó la fundación de la Unión Obrera de la Construcción. Fue entonces cuando alegando que esta táctica divisionista terminaba por perjudicar a los trabajadores, que el XI Congreso del Partido Comunista celebrado  del 14 al 17 de agosto de 1946 aconsejó la disolución de todos los sindicatos dirigidos por sus militantes y la incorporación de sus miembros al sindicato oficial. La FONC se autodisolvió y Chiarante volvió a trabajar de "oficial frentista".
Chiarante trató de afiliarse a la Unión Obrera de la Construcción pero no fue aceptado hasta 1956 en que cambiaron las autoridades después del derrocamiento de Perón. En la década de 1950 integró el Movimiento Prodemocratización e Independencia de los Sindicatos
MPDIS) y en 1951 concurrió en Montevideo a la Conferencia Mundial del Sur auspiciada por la Confederación de Trabajadores de América Latina y en 1954 asistió con Domingo Varone a la reunión del Consejo General de la Federación Sindical Mundial. A finales del mismo año fue invitado y visitó la Unión Soviética, Polonia y la República Popular China. 
Fue postulado a diputado nacional por el PC en las elecciones de 1958 en las que el PC apoyó a Arturo Frondizi, que resultó elegido. Durante su gobierno fue detenido por orden del Poder Ejecutivo en la cárcel de Santa Rosa durante varios meses, con nuevo deterioro de su salud. Cuando se jubila en 1963 pasó a integrar la Comisión de Jubilados partidaria. 
Falleció en Buenos Aires el 4 de agosto de 1973.